# 21 september
21 september is de 264ste dag van het jaar (265ste dag in een schrikkeljaar) in de gregoriaanse kalender. Hierna volgen nog 101 dagen tot het einde van het jaar.
Volgens sommige definities begint op deze dag de herfst op het noordelijk halfrond, maar de astronomische herfst begint doorgaans op 22 of 23 september. In de herfst wordt het flink kouder dan in de zomer, hoewel er periodes met warmte kunnen optreden, de zogenaamde nazomer.

## Gebeurtenissen
- Algemeen
  - 1719 - Christiaan III van Palts-Zweibrücken huwt zijn 15-jarige peetdochter Carolina van Nassau-Saarbrücken.
  - 1937 - J.R.R. Tolkien publiceert De Hobbit.
  - 1968 - Het eerste nummer van Amnesty's mensenrechtenmagazine Wordt Vervolgd verschijnt in Nederland.
- Criminaliteit en veiligheid
  - 1998 - Hester van Nierop wordt vermoord en verkracht aangetroffen in een hotelkamer in Ciudad Juárez in het noorden van Mexico. Zij is een van de vele slachtoffers van de femicide in Ciudad Juárez.
  - 2012 - Het vermeende Facebook-feest Project X Haren in het Groningse Haren ontaardt in chaos en rellen.
  - 2017 - De politie van Amsterdam pakt voortvluchtige maffioso Gioacchino Bonarrigo op. Het neefje van maffiabaas Antonio Ascone werd op het Waterlooplein gearresteerd.
- Economie
  - 2000 - De fusiebesprekingen tussen British Airways en KLM lopen op niets uit. Breekpunt na bijna vier maanden onderhandelen is de Britse eis om zeggenschap te krijgen over het Nederlandse bedrijf.
  - 2023 - De Nederlandse elektronicaketen BCC is failliet nadat eerder al uitstel van betaling werd toegekend.[1]
- Gezondheid
  - 2013 - Politieagenten in Wit-Rusland mogen niet meer roken in uniform, meldt een woordvoerder van het ministerie van Binnenlandse Zaken.
- Media
  - 1967 - De kleurentelevisie wordt voor de eerste keer aan het grote publiek getoond tijdens de elektronicabeurs Firato in Amsterdam.
  - 1998 - BNR Nieuwsradio, een landelijk commercieel radiostation wordt gelanceerd.
- Oorlog
  - 1435 - Vrede van Atrecht, Einde van de Engels-Bourgondische samenwerking onder Filips de Goede. Er wordt toegewerkt naar een einde van de Honderdjarige Oorlog.
  - 1917 - Britse troepen verslaan de Turken bij Megiddo. De Slag bij Megiddo is afgelopen en de Ottomanen worden uit Palestina verdreven.
  - 1944 - De Poolse 1e Onafhankelijke Parachutistenbrigade landt bij Driel in het kader van Operatie Market Garden.
  - 1993 - Bij schermutselingen tussen VN-troepen en milities worden in de Somalische hoofdstad Mogadishu twee Pakistaanse VN-militairen gedood.
- Politiek
  - 1949 - Communisten roepen de Volksrepubliek China uit.
  - 1964 - Malta wordt onafhankelijk van het Verenigd Koninkrijk.
  - 1981 - Brits-Honduras wordt onafhankelijk onder de naam Belize.
  - 1982 - Premier Robert Mugabe van Zimbabwe dreigt politieke dissidenten en rebellen met het instellen van krijgsraden en het vormen van vuurpelotons.
  - 1994 - Ontevreden Berbers, een aanzienlijke minderheidsgroep in Algerije, houden een algemene staking en grote protestmarsen.
  - 2010 - Premier Omar Abdirashid Ali Sharmarke van Somalië treedt af wegens een conflict met president Sharif Sheikh Ahmed, onder meer over de strijd tegen de islamistische Al-Shabaab-rebellen.
- Recreatie
  - 2018 - In het Natuurmuseum Fryslân opent de OnderWaterSafari.
- Religie
  - 1676 - Kardinaal Benedetto Odescalchi wordt gekozen tot paus. Hij neemt de naam Innocentius XI aan.
  - 1827 - Eerste verschijningen (volgens de overleveringen) van de engel Moroni aan Joseph Smith. Deze gebeurtenissen geven uiteindelijk aanleiding tot de oprichting van de Kerk van Jezus Christus van de Heiligen der Laatste Dagen, ook gekend als de Mormonen.
  - 1962 - Bisschopswijding van Jozef-Maria Heuschen, Belgisch hulpbisschop van Luik.
- Sport
  - 1899 - Oprichting van de Duitse voetbalclub SV Stuttgarter Kickers.
  - 1951 - Oprichting van de Boliviaanse voetbalclub Club Atlético Ciclón, gevestigd in de stad Tarija.
  - 1952 - Eerste officiële interland van de nationale voetbalploeg van de Duitse Democratische Republiek.
  - 1955 - Voor het eerst is er een Nederlandse voetbalclub in een Europacuptoernooi actief. PSV verliest uit met 6-1 van Rapid Wien.
  - 1960 - Oprichting van de Ivoriaanse voetbalbond.
  - 1968 - Harry Steevens wint de derde editie van Nederlands enige wielerklassieker, de Amstel Gold Race.
  - 1983 - Het Nederlands voetbalelftal speelt in Brussel met 1-1 gelijk tegen België. Nieuwkomer Marco van Basten scoort na rust voor Oranje. Adri van Tiggelen (FC Groningen) maakt zijn debuut voor Oranje.
  - 1991 - In Berlijn eindigt de Nederlandse vrouwenhockeyploeg als tweede bij de strijd om de Champions Trophy achter Australië.
  - 2021 - De Oostenrijkse schansspringer Gregor Schlierenzauer beëindigt zijn carrière.[2]
  - 2021 - Het Nederlands vrouwenvoetbalelftal wint de WK-kwalificatiewedstrijd in Reykjavik tegen IJsland met 0-2.[3]
  - 2021 - De Surinaamse vicepresident Ronnie Brunswijk baart opzien door zichzelf op te stellen in een team van voetbalclub Inter Moengotapoe waarvan hij clubeigenaar is. Ook deelt hij in de rust geld uit in de kleedkamer. De Zuid-Amerikaanse voetbalbond CONCACAF stelt een onderzoek in.[4]
- Wetenschap en technologie
  - 2003 - De ruimtesonde Galileo crasht rond 21.45 uur Nederlandse tijd in de dampkring van Jupiter.[5] Hier is bewust voor gekozen om eventuele besmetting van de Joviaanse satellieten te voorkomen.[6]
  - 2004 - Start bouw wolkenkrabber Burj Dubai in de Verenigde Arabische Emiraten. De Burj Dubai is sinds 2009 met zijn 818 meter het hoogste gebouw ter wereld.
  - 2022 - Lancering met een Lange Mars 2D raket van China Aerospace Science Corporation (CASC) vanaf lanceerbasis Jiuquan van de Yunhai-1 03 missie met de gelijknamige weersatelliet.[7]
  - 2022 - Lancering van een Sojoez 2.1a raket van Roskosmos vanaf Bajkonoer Kosmodroom platform 31/6 met het Sojoez MS-22 ruimtevaartuig dat de astronaut Francisco "Frank" Rubio van NASA en de kosmonauten Sergej Prokopjev en Dmitri Petelin van Roskosmos naar het ISS zal brengen. Ruim 3 uur later meert de Sojoez aan bij het ISS.[8]
  - 2022 - NASA geeft scherpe foto's vrij die de James Webb ruimtetelescoop heeft gemaakt van de planeet Neptunus en een aantal van diens manen.[9]
  - 2023 - Lancering van een Ceres-1 raket van Galactic Energy vanaf lanceerbasis Jiuquan voor de Autumn Sonata missie met de Jilin-1 High Resolution 04B aardobservatiesatelliet die deel moet gaan uitmaken van de Jilin-1 constellatie. Tijdens de vlucht heeft de draagraket een afwijkend vluchtpatroon waardoor de missie mislukt en de satelliet verloren gaat.[10][11]
  - 2023 - De Lasker Foundation kent de Lasker-Koshland Special Achievement Award toe aan de Nederlandse wetenschapper Piet Borst "voor zijn uitzonderlijke 50-jarige carrière van wetenschappelijke ontdekkingen, mentorschap en leiderschap".[12][13]

## Geboren

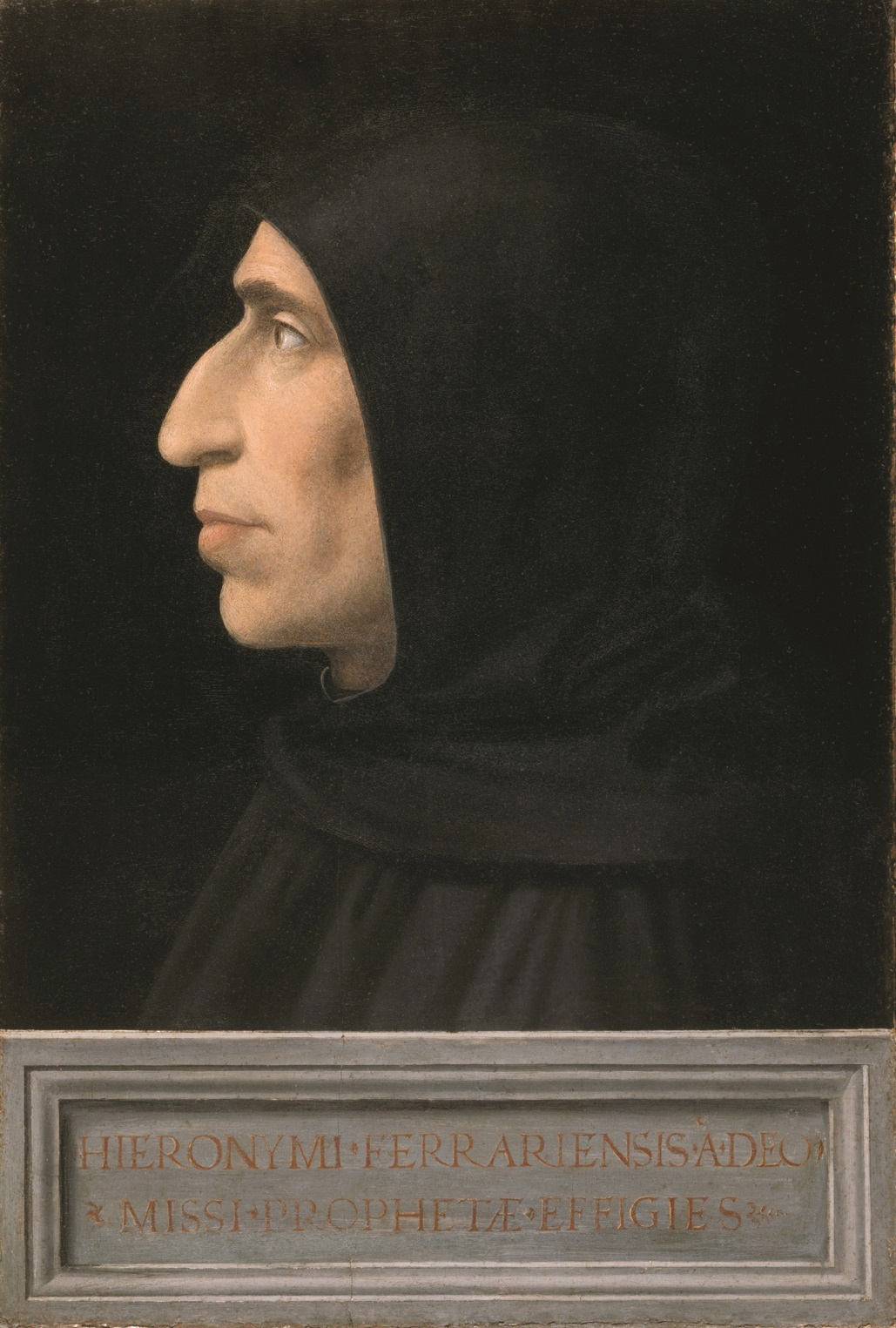
Girolamo Savonarola,
geboren in 1452

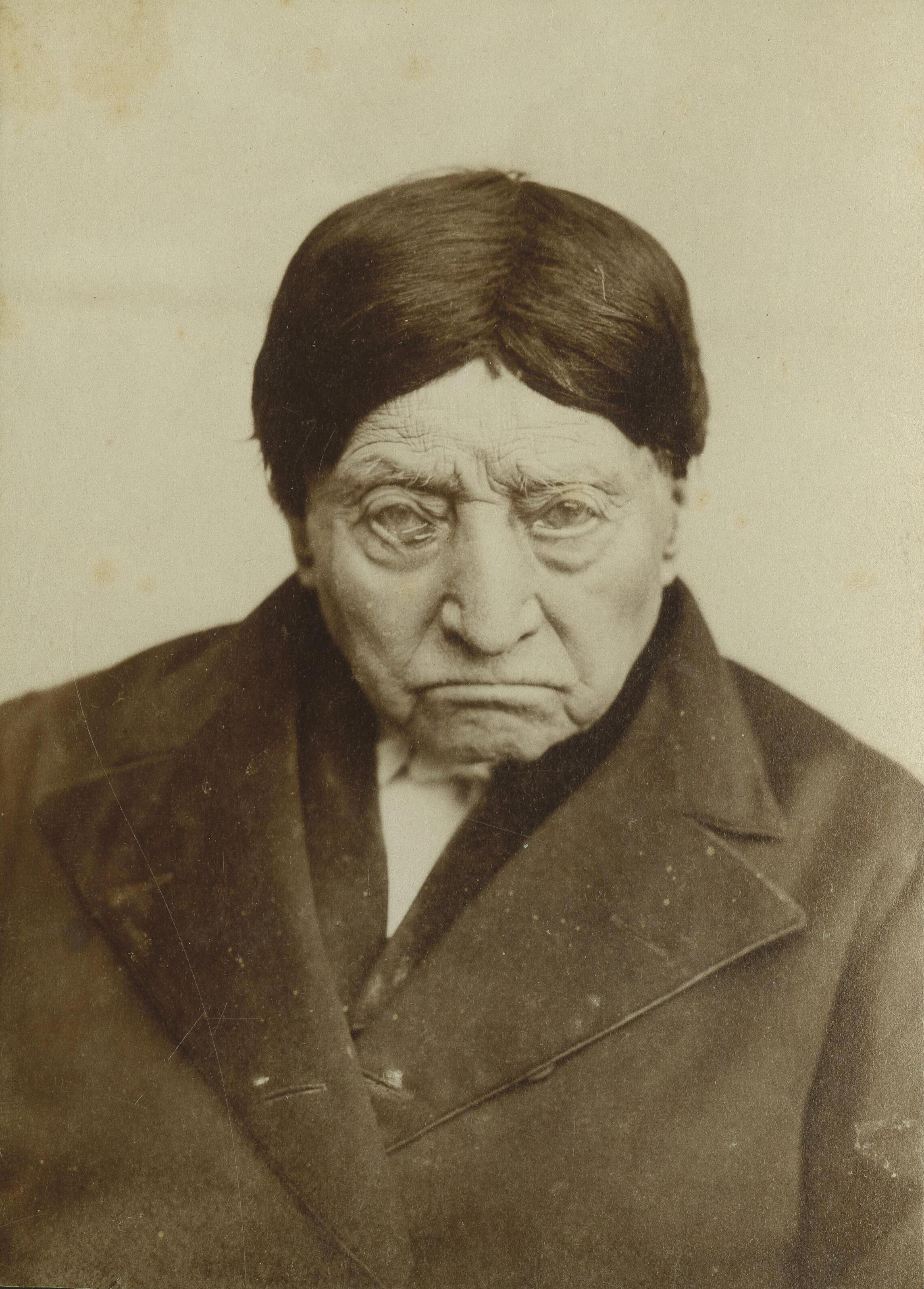
Geert Adriaans Boomgaard,
geboren in 1788

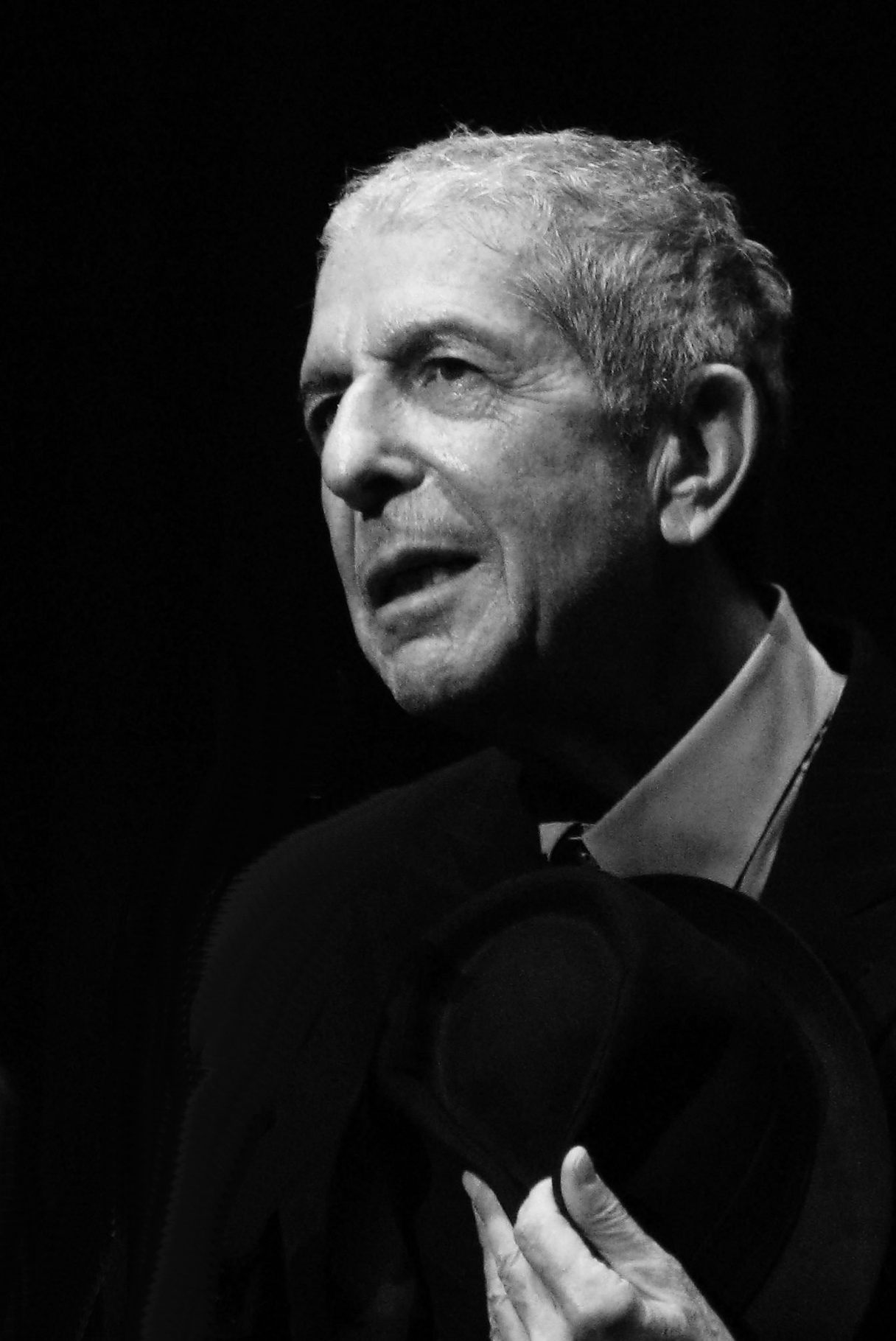
Leonard Cohen,
geboren in 1934

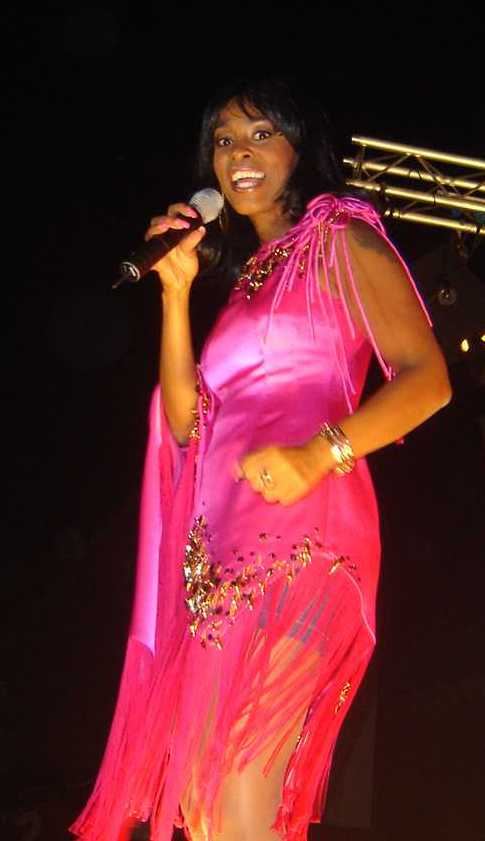
Lucretia van der Vloot,
geboren in 1968

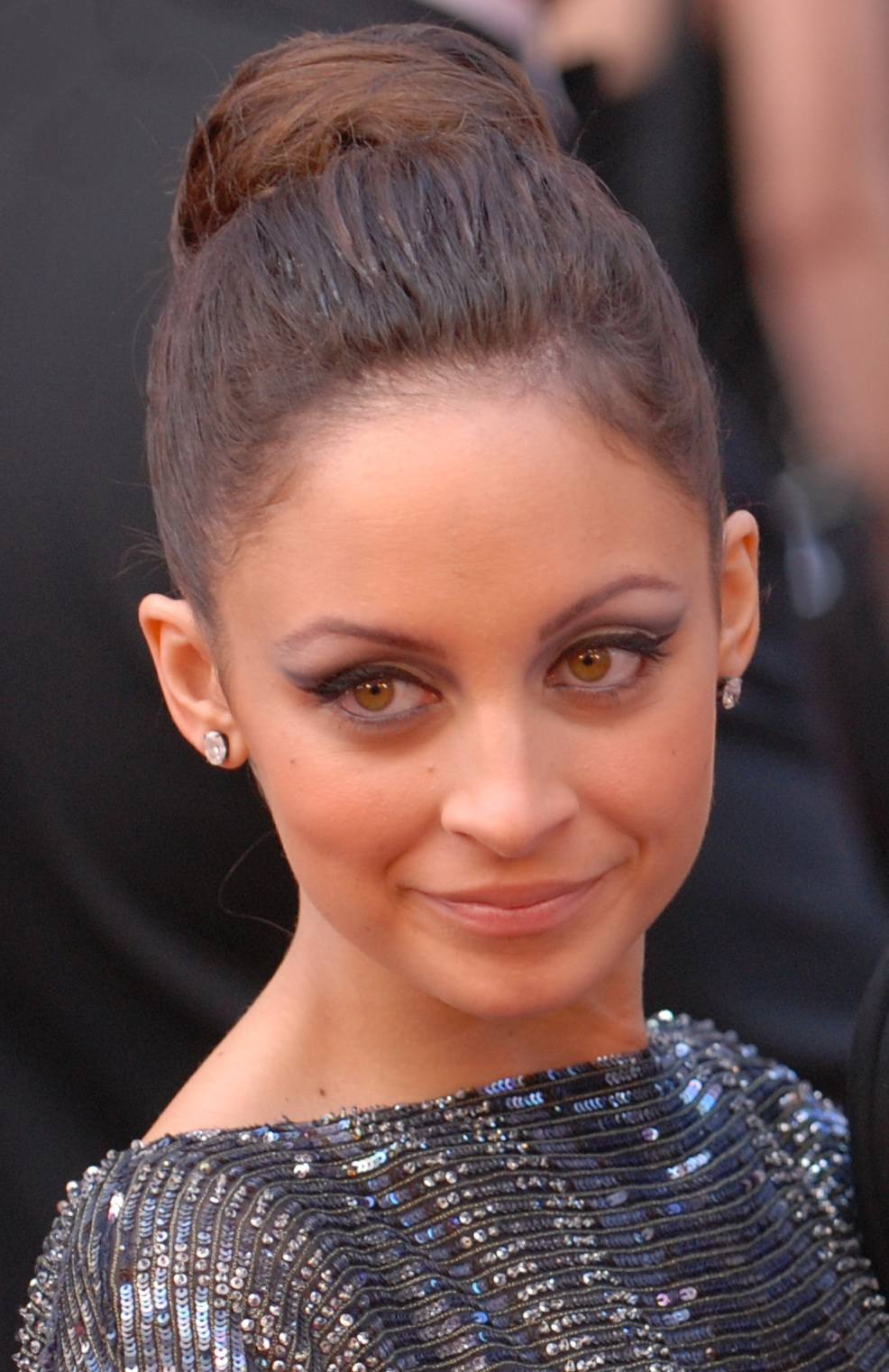
Nicole Richie,
geboren in 1981

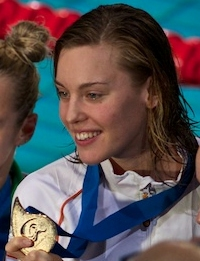
Femke Heemskerk,
geboren in 1987

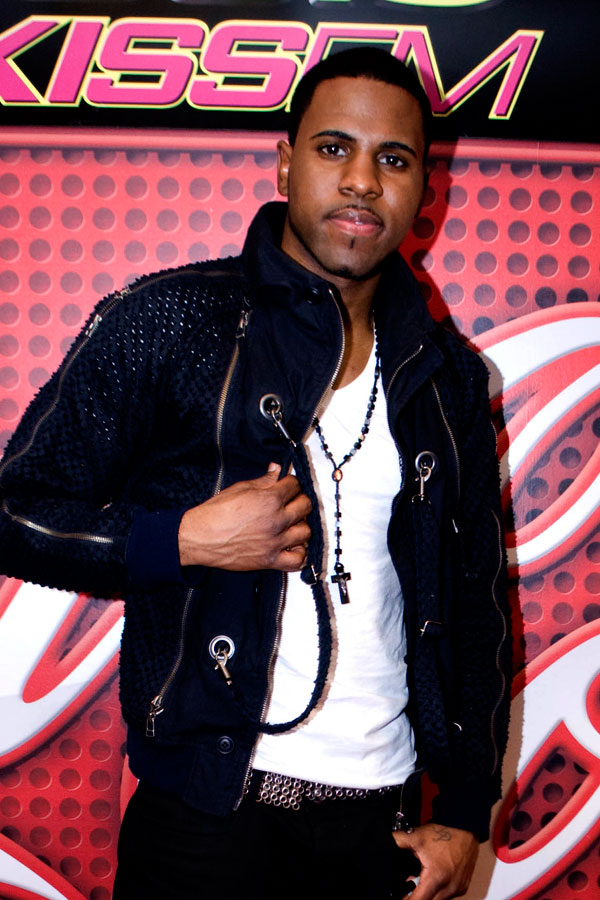
Jason Derulo,
geboren in 1989

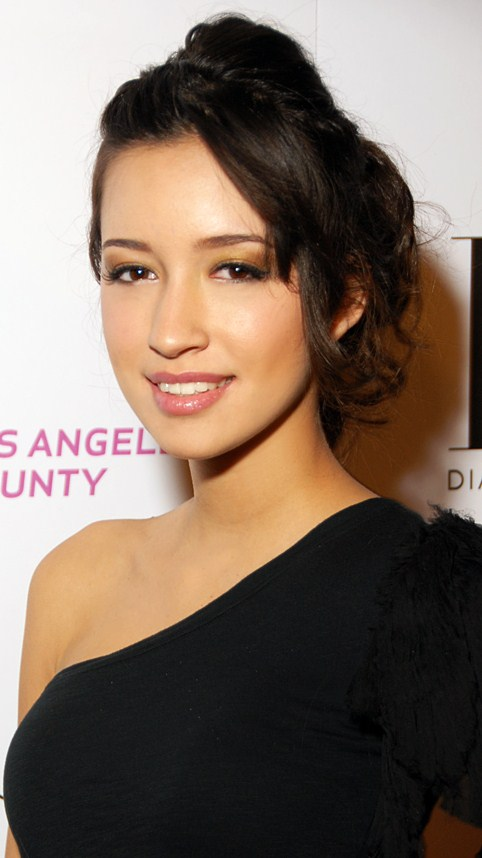
Christian Serratos,
geboren in 1990

- 1328 - Hongwu, keizer van China (overleden 1398)
- 1371 - Frederik I, keurvorst van Brandenburg (overleden 1440)
- 1415 - Keizer Frederik III, keizer van het Heilige Roomse Rijk (overleden 1493)
- 1428 - Jingtai (keizer), keizer van China (overleden 1457)
- 1452 - Girolamo Savonarola, Italiaans Dominicaan en tiran (overleden 1498)
- 1552 - Barbara Longhi, Italiaans schilderes (overleden 1638)
- 1640 - Filips van Orléans, hertog van Orléans (overleden 1701)
- 1758 - Antoine-Isaac Silvestre de Sacy, Frans taalkundige en oriëntalist (overleden 1838)
- 1788 - Geert Adriaans Boomgaard, eerste internationaal erkende oudste mens (overleden 1899)
- 1788 - Margaret Taylor, first lady (echtgenote van president Zachary Taylor) (overleden 1852)
- 1791 - István Széchenyi, Hongaars staatsman, zakenman, schrijver, econoom en ingenieur (overleden 1860)
- 1829 - Taco Mesdag, Nederlands bankier en kunstschilder (overleden 1902)
- 1842 - Abdülhamit II, Ottomaans sultan (overleden 1918)
- 1853 - Heike Kamerlingh Onnes, Nederlands natuurkundige (overleden 1926)
- 1853 - Edmund Leighton, Brits kunstschilder (overleden 1922)
- 1866 - H.G. Wells, Brits schrijver (overleden 1946)
- 1867 - Henry Stimson, Amerikaans politicus (overleden 1950)
- 1869 - Carlo Airoldi, Italiaans atleet (overleden 1929)
- 1874 - Gustav Holst, Engels componist (overleden 1934)
- 1878 - Lina Coen, Amerikaans-Nederlands pianiste en dirigente (overleden 1952)
- 1879 - Axel Nordlander, Zweeds ruiter (overleden 1962)
- 1881 - Jack Reynolds, Engels voetbaltrainer (overleden 1962)
- 1882 - Alf Hurum, Noors componist en schilder (overleden 1972)
- 1887 - Josef Harpe, Duits generaal (overleden 1968)
- 1887 - Lodewijk De Vocht, Belgisch componist, dirigent en musicus (overleden 1977)
- 1892 - Johannes Hermanus van Dijk, Nederlands sportleraar en vlaggendrager (overleden 1965)
- 1896 - Walter Breuning, Amerikaans oudste erkende levende man ter wereld (overleden 2011)
- 1898 - Cor Gubbels, Nederlands atleet (overleden 1975)
- 1902 - Ilmari Salminen, Fins atleet (overleden 1986)
- 1903 - Willy Kreitz, Belgisch beeldhouwer en ijshockeyer (overleden 1982)
- 1904 - Guido de Filip, Italiaans stuurman bij het roeien (overleden 1968)
- 1906 - Aristoteles Onassis, Grieks reder (overleden 1975)
- 1907 - Piet van de Pol, Nederlands biljarter (overleden 1996)
- 1908 - Wilhelmina Carolina Blomberg, Nederlands woningopzichteres, pionier van de volkshuisvesting en het maatschappelijk werk (overleden 1997)
- 1908 - George Simpson, Amerikaans atleet (overleden 1961)
- 1908 - Charles Upham, Nieuw-Zeelands militair in de Tweede Wereldoorlog (overleden 1994)
- 1909 - Kwame Nkrumah, premier van Ghana (overleden 1972)
- 1909 - Claude Verdan, Zwitsers chirurg (overleden 2006)
- 1911 - Marien de Jonge, Nederlands militair en Engelandvaarder (overleden 2012)
- 1912 - Piet Sanders, Nederlands jurist, ambtenaar en kunstverzamelaar (overleden 2012)
- 1912 - Ted Daffan, Amerikaans countryartiest en -componist (overleden 1996)
- 1916 - Jagernath Lachmon, Surinaams politicus (overleden 2001)
- 1917 - Mahlagha Mallah, Iraans milieuactiviste (overleden 2021)
- 1918 - Willem Sibbelee, Nederlands kunstenaar, imitator, cabaretier, bassist en acteur (overleden 1992)
- 1918 - Karl Slover, Amerikaans acteur (overleden 2011)
- 1919 - Aya Zikken, Nederlands schrijfster (overleden 2013)
- 1920 - Kenneth McAlpine, Brits autocoureur (overleden 2023)
- 1921 - Piet Ekel, Nederlands acteur (overleden 2012)
- 1921 - Chico Hamilton, Amerikaans drummer en componist (overleden 2013)
- 1921 - Valerè Ollivier, Belgisch wielrenner (overleden 1958)
- 1924 - Hermann Buhl, Oostenrijks bergbeklimmer (overleden 1957)
- 1926 - Joan Botam i Casals, Spaans kapucijn, theoloog en catalanist (overleden 2023)
- 1926 - Donald Glaser, Amerikaans natuurkundige, neurobioloog en Nobelprijswinnaar (overleden 2013)
- 1926 - Willem van 't Spijker, predikant en theoloog (overleden 2021)
- 1929 - Dick Cleveland, Amerikaans zwemmer (overleden 2002)
- 1929 - Sándor Kocsis, Hongaars voetballer (overleden 1979)
- 1929 - Bernard Williams, Brits filosoof (overleden 2003)
- 1930 - Sergej Popov, Sovjet-Russisch atleet (overleden (1995)
- 1931 - Larry Hagman, Amerikaans acteur (overleden 2012)
- 1931 - Syukuro Manabe, Japans-Amerikaans meteoroloog en klimatoloog
- 1933 - Anatoli Kroetikov, Sovjet-Russisch voetballer en trainer (overleden 2019)
- 1934 - Leonard Cohen, Canadees dichter en zanger (overleden 2016)
- 1934 - David Thouless, Brits natuurkundige (overleden 2019)
- 1935 - Benjamin Abalos, Filipijns politicus
- 1935 - Stella Bos, Nederlands zangeres (overleden 2022)
- 1935 - Sietse Bosgra, Nederlands politiek activist (overleden 2023)
- 1936 - Dickey Lee, Amerikaans zanger en songwriter
- 1937 - Yvonne Wilder, Amerikaans actrice (overleden 2021)
- 1938 - Jaap van der Linde, Nederlands politicus, burgemeester en sportbestuurder
- 1938 - Tini van Reeken, Nederlands voetballer (overleden 2022)
- 1938 - Erwin Wortelkamp, Duits schilder en beeldhouwer
- 1940 - Nelleke Allersma, Nederlands kunstenares
- 1940 - René Hoksbergen, Nederlands hoogleraar
- 1941 - Jack Brisco, Amerikaans professioneel worstelaar (overleden 2010)
- 1943 - Klaus Kordon, Duits jeugdboekenschrijver
- 1943 - Jerry Bruckheimer, Amerikaans televisie- en filmproducer
- 1945 - Epi Drost, Nederlands voetballer (overleden 1995)
- 1945 - Bjarni Tryggvason, Canadees ruimtevaarder (overleden 2022)
- 1946 - Joseph Deiss, Zwitsers econoom, politicus en bondspresident
- 1947 - Nick Castle, Amerikaans acteur en filmregisseur
- 1947 - Don Felder, Amerikaans rockmuzikant
- 1947 - Rupert Hine, Brits muzikant en producer (overleden 2020)
- 1947 - Stephen King, Amerikaans schrijver
- 1947 - Jan Manschot, Nederlands muzikant (overleden 2014)
- 1948 - Rebecca Balding, Amerikaans actrice (overleden 2022)
- 1948 - Charles Henri, Nederlands beeldhouwer en kunstschilder (overleden 2014)
- 1948 - Daniel Verplancke, Belgisch wielrenner
- 1950 - Karel Bonsink, Nederlands voetballer en voetbalcoach
- 1950 - Bill Murray, Amerikaans acteur
- 1950 - Dirk Scheringa, Nederlands zakenman en sportbestuurder
- 1951 - Bruce Arena, Amerikaans voetbalcoach
- 1952 - Marc Verwilghen, Belgisch politicus
- 1953 - François Corteggiani, Frans stripauteur (overleden 2022)
- 1953 - Arie Luyendyk, Nederlands autocoureur
- 1953 - Lars Saabye Christensen, Noors schrijver
- 1954 - Shinzo Abe, Japans politicus en premier (overleden 2022)
- 1954 - Wolfgang Steinbach, Oost-Duits voetballer en voetbalcoach
- 1954 - Luc Vanderschommen, Belgisch voetballer (overleden 2023)
- 1955 - Ted van der Parre, Nederlands krachtsporter
- 1956 - Marion Koopmans, Nederlands virologe
- 1957 - Martijn Buijsse, Nederlands politicus
- 1957 - Ethan Coen, Amerikaans filmmaker
- 1958 - Bert van den Braak, Nederlands parlementair historicus en hoogleraar
- 1959 - Khaira Arby, Malinees zangeres (overleden 2018)
- 1959 - Crin Antonescu, Roemeens politicus en historicus
- 1959 - Andrzej Buncol, Pools voetballer
- 1959 - Corinne Drewery, Brits zangeres, songschrijfster en modeontwerpster
- 1959 - Shula Rijxman, Nederlands omroepbestuurder
- 1960 - Mary Mara, Amerikaans actrice (overleden 2022)
- 1961 - Kelly Evernden, Nieuw-Zeelands tennisser
- 1963 - Rolfe Kent, Brits filmcomponist
- 1963 - Angus Macfadyen, Schots acteur
- 1964 - Carlos Alberto Aguilera, Uruguayaans voetballer
- 1964 - Danny Hoekman, Nederlands voetballer en voetbaltrainer
- 1965 - Cheryl Hines, Amerikaans actrice
- 1965 - Günther Neefs, Belgisch zanger
- 1965 - David Wenham, Australisch acteur
- 1966 - Michaël Pas, Belgisch acteur
- 1967 - Faith Hill, Amerikaans countryzangeres
- 1967 - Timmy T, Amerikaans zanger
- 1968 - Ricki Lake, Amerikaans talkshowhost
- 1968 - Lucretia van der Vloot, Nederlands zangeres en actrice
- 1968 - Luc Wilmes, Luxemburgs voetbalscheidsrechter
- 1969 - Erwin Buurmeijer, Nederlands voetballer
- 1970 - Samantha Power, Amerikaans academica, schrijfster en diplomate
- 1971 - Zoran Mirković, Servische voetballer
- 1971 - Alfonso Ribeiro, Amerikaans acteur en regisseur
- 1972 - Liam Gallagher, Brits zanger
- 1972 - David Silveria, Amerikaans drummer
- 1973 - Max Eberl, Duits voetballer en sportbestuurder
- 1973 - Manuel Gräfe, Duits voetbalscheidsrechter
- 1973 - Virginia Ruano Pascual, Spaans tennisster
- 1974 - Jérôme Efong Nzolo, Belgisch voetbalscheidsrechter
- 1975 - Héctor Hurtado, Colombiaans voetballer
- 1975 - Predrag Ristovic, Servisch voetballer
- 1976 - Shelley Conn, Engels actrice
- 1976 - Jeļena Prokopčuka, Lets atlete
- 1977 - Marc de Hond, Nederlands radiopresentator en ondernemer (overleden 2020)
- 1977 - Gergely Kiss, Hongaars waterpoloër
- 1978 - Paulo Costanzo, Canadees acteur
- 1979 - Richard Dunne, Iers voetballer
- 1980 - Aleksa Palladino, Amerikaans actrice
- 1980 - Autumn Reeser, Amerikaans actrice
- 1980 - Tomas Scheckter, Zuid-Afrikaans autocoureur
- 1981 - Mikko Rahkamaa, Fins voetballer
- 1981 - Nicole Richie, Amerikaans actrice
- 1982 - Salar Azimi, Iraans-Nederlands ondernemer
- 1982 - Teun Kuilboer, Nederlands acteur
- 1982 - Elise Schaap, Nederlands actrice
- 1983 - Fernando Cavenaghi, Argentijns voetballer
- 1983 - Maggie Grace, Amerikaans actrice
- 1983 - Joseph Mazzello, Amerikaans acteur
- 1983 - Anna Meares, Australisch wielrenster
- 1984 - Marijn Beuker, Nederlands sportbestuurder
- 1984 - László Köteles, Hongaars voetballer
- 1984 - Wale (Olubowale Victor Akintimehin), Amerikaans rapper
- 1984 - Benjamin Wildman-Tobriner, Amerikaans zwemmer
- 1985 - Maryam Hassouni, Nederlands-Marokkaans actrice
- 1985 - Pearl Joan, Nederlands zangeres en musicalactrice
- 1985 - Quintino (Quinten van den Berg), Nederlands dj-producer
- 1986 - George Simion, Roemeens nationalistsch activist en politicus
- 1986 - Lindsey Stirling, Amerikaans violiste
- 1987 - Antonin Borga, Zwitsers ondernemer en autocoureur
- 1987 - Benjamin van den Broek, Nederlands voetballer
- 1987 - Femke Heemskerk, Nederlands zwemster
- 1987 - Daniela Sruoga, Argentijns hockeyster
- 1989 - Jason Derülo, Amerikaans zanger
- 1989 - Lyn-Z Adams Hawkins, Amerikaans skateboardster
- 1990 - Rob Cross, Engels darter
- 1990 - Allison Scagliotti-Smith, Amerikaans actrice
- 1990 - Christian Serratos, Amerikaans actrice
- 1991 - Lara Grangeon, Frans zwemster
- 1992 - Aleksander Aamodt Kilde, Noors alpineskiër
- 1993 - Akani Simbine, Zuid-Afrikaans atleet
- 1994 - John Bryant-Meisner, Zweeds autocoureur
- 1994 - Maé-Bérénice Méité, Frans kunstschaatsster
- 1995 - Katie McCabe, Iers voetbalster
- 1995 - Nicolas Pohler, Duits autocoureur
- 1996 - Shizz Alston, Amerikaans basketballer
- 1997 - Delaila Amega, Nederlands handbalster
- 1998 - Alexander Hall, Amerikaans freestyleskiër
- 1998 - Tadej Pogačar, Sloveens wielrenner
- 1999 - Kristin Kögel, Duits voetbalster
- 1999 - Lara Marti, Zwitsers voetbalster
- 2000 - Hinako Tomitaka, Japans freestyleskiester
- 2001 - Delphine Nkansa, Belgisch atlete
- 2004 - Isa Colin, Nederlands voetbalster
- 2004 - Safia Middleton-Patel, Welsh voetbalster
- 2006 - Alisha Palmowski, Brits autocoureur

## Overleden

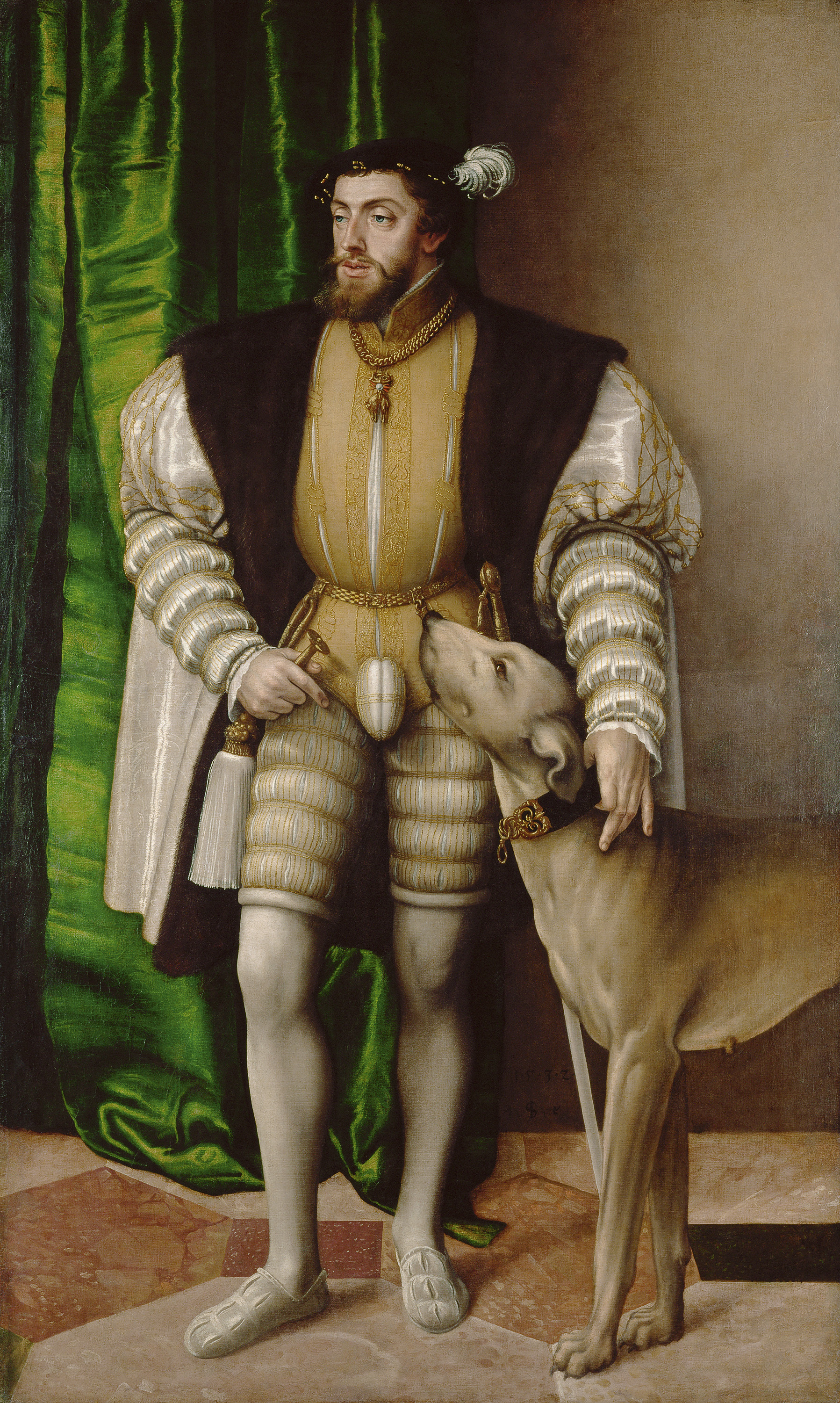
Keizer Karel V,
overleden in 1558

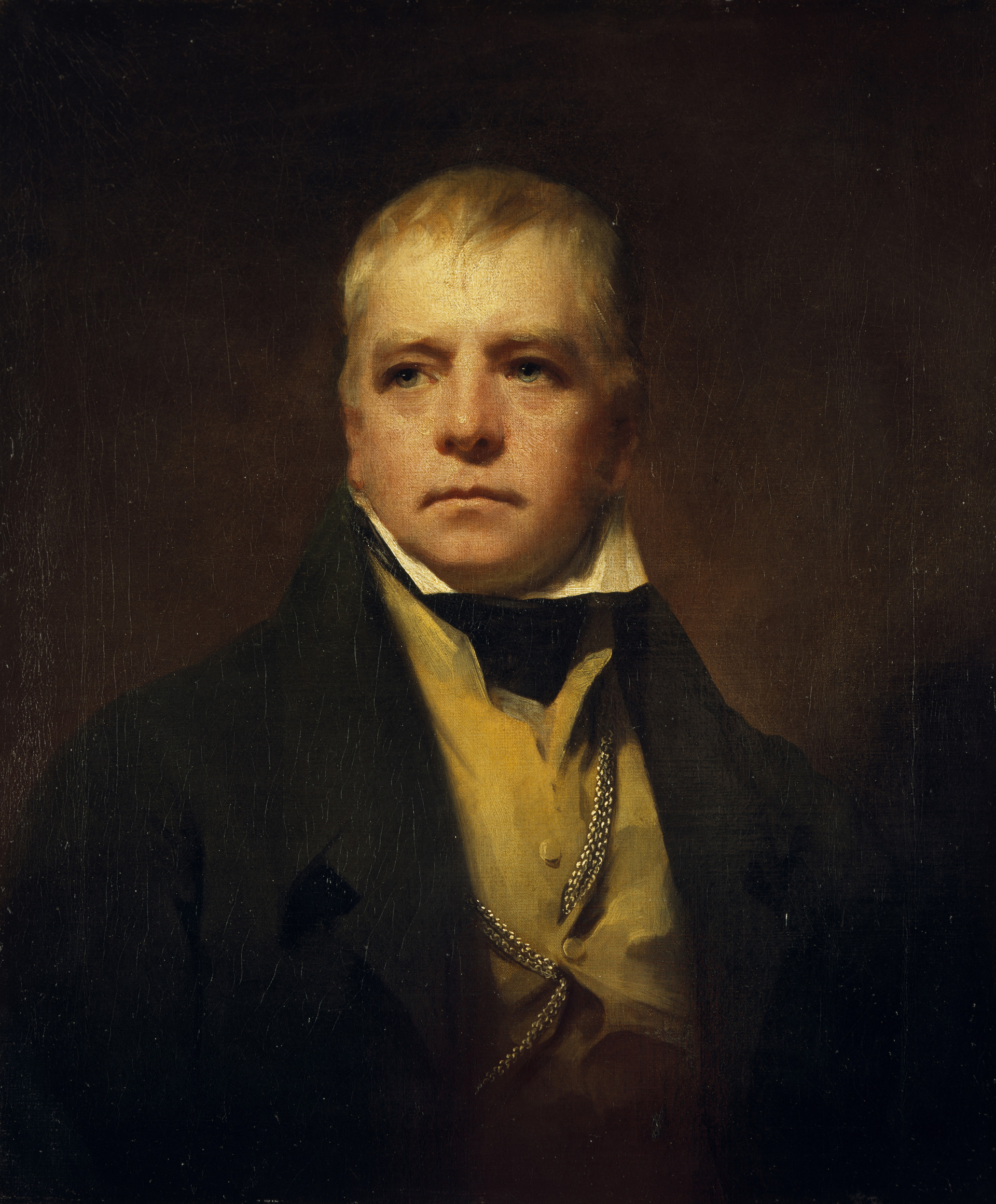
Walter Scott,
overleden in 1832

- 19 v.Chr. - Vergilius Maro (51), Romeins dichter
- 454 - Flavius Aëtius, Romeins veldheer
- 687 - Conon I, paus van de Katholieke Kerk
- 1327 - Eduard II (43), koning van Engeland
- 1576 - Girolamo Cardano (74), Italiaans arts en hoogleraar
- 1558 - Keizer Karel V (58)
- 1586 - Antoine Perrenot de Granvelle (69), Frans kardinaal-aartsbisschop van Mechelen
- 1629 - Jan Pieterszoon Coen (42), Nederlands koopman, gouverneur-generaal van de VOC
- 1798 - George Read (65), Amerikaans politicus
- 1832 - Walter Scott (62), Schots dichter en schrijver
- 1841 - John Murphy (55?), Amerikaans politicus
- 1860 - Arthur Schopenhauer (72), Duits filosoof
- 1895 - Viktor Rydberg (66), Zweeds schrijver, dichter en cultuurhistoricus
- 1918 - David Hendrik Havelaar (65), Nederlands ingenieur en politicus
- 1933 - Kenji Miyazawa (37), Japans schrijver en dichter
- 1943 - Joseph Verhelst (76), Belgisch politicus
- 1946 - Henry Briers de Lumey (67), Belgisch politicus en schrijver
- 1952 - Frank Luptow (46), Amerikaans autocoureur
- 1958 - Peter Whitehead (coureur) (43), Brits autocoureur
- 1962 - Marie Bonaparte (80), prinses van Griekenland en Denemarken en psychoanalyticus
- 1966 - Paul Reynaud (87), Frans advocaat, politicus en advocaat
- 1970 - Adolf Wiklund (48), Zweeds biatleet
- 1971 - Bernardo Houssay (84), Argentijns fysioloog en Nobelprijswinnaar
- 1972 - Heitor Marcelino Domingues (Heitor) (73), Braziliaans voetballer
- 1974 - Walter Brennan (80), Amerikaans acteur
- 1976 - Nils Middelboe (88), Deens voetballer, voetbalcoach en voetbalscheidsrechter
- 1977 - Ruth Mix (65), Amerikaans actrice en dochter van Tom Mix
- 1978 - Petronella van Randwijk (73), Nederlands gymnaste
- 1978 - Yvonne Thooris (89), Belgisch esperantiste
- 1979 - Floor de Zeeuw (80), Nederlands voetballer bij Feyenoord
- 1982 - Nol Wolf (79), Nederlands atleet
- 1986 - Pierre Wigny (81), Waals-Belgisch politicus (o.a. minister, PSC-CVP)
- 1987 - Jaco Pastorius (35), Amerikaans basgitarist
- 1990 - Frans Herman (63), Belgisch atleet
- 1992 - Harm Janssen (45), Nederlands politicus van het GPV
- 1992 - Paul Alfons von Metternich-Winneburg (75), Duits autocoureur en sportbestuurder
- 1993 - Kamaran Abdulla (34), Iraaks-Nederlands acteur
- 1992 - Francis Weldon (80), Brits ruiter
- 1995 - Donald Johan Kuenen (83), Nederlands hoogleraar
- 1996 - Henri Nouwen (64), Nederlands priester en schrijver
- 1996 - Geoffrey Wilkinson (75), Amerikaans scheikundige, winnaar Nobelprijs
- 1998 - Florence Griffith-Joyner (38), Amerikaans atlete
- 1999 - Sander Thoenes (30), Nederlands journalist
- 2002 - Michael Croissant (74), Duits beeldhouwer
- 2005 - Ramón Martín Huerta (48), Mexicaans politicus
- 2005 - Fia van Veenendaal-van Meggelen (87), Nederlands politicus
- 2007 - Petar Stambolić (95), Joegoslavisch politicus
- 2007 - Jan Zwaan (82), Nederlands atleet
- 2008 - Georges Debunne (90), Belgisch socialistisch vakbondsleider
- 2008 - Elly Weller (95), Nederlands actrice
- 2009 - Wess Johnson (64), Amerikaans-Italiaans zanger
- 2009 - Parviz Meshkatian (54), Iraans componist en muzikant
- 2011 - Marcel Bitsch (89), Frans componist
- 2011 - Sjel de Bruyckere (83), Nederlands-Australisch voetballer
- 2011 - Paulette Dubost (100), Frans actrice
- 2012 - Henry Bauchau (99), Belgisch schrijver
- 2012 - Mike Sparken (82), Frans autocoureur
- 2012 - Sjoerd Westra (71), Nederlands slagwerker en muziekpedagoog
- 2013 - Kofi Awoonor (78), Ghanees schrijver
- 2013 - Ko Wierenga (80), Nederlands burgemeester en politicus
- 2015 - Jo Bosma (72), Nederlands burgemeester
- 2016 - John D. Loudermilk (82), Amerikaans country-songwriter, -zanger en multi-instrumentalist
- 2017 - Robert S.P. Beekes (80), Nederlands hoogleraar
- 2017 - Cees Bergman (65), Nederlands zanger
- 2017 - Liliane Bettencourt (94), Frans ondernemer, rijkste vrouw van de wereld
- 2018 - Trần Đại Quang (61), president van Vietnam
- 2018 - Serge Larivière (60), Belgisch acteur
- 2019 - Gerhard Auer (76), Duits roeier
- 2019 - Hens Fischer (79), Nederlands voetballer
- 2019 - Sigmund Jähn (82), Duits kosmonaut
- 2019 - Christopher Rouse (70), Amerikaans componist en muziekpedagoog
- 2020 - Michael Lonsdale (89), Brits-Frans acteur
- 2020 - Ira Sullivan (89),  Amerikaans jazzmuzikant
- 2021 - Romano Fogli (83), Italiaans voetballer[14]
- 2021 - Willie Garson (57), Amerikaans acteur
- 2021 - Mohammed Hoessein Tantawi (85), Egyptisch veldmaarschalk
- 2021 - Melvin Van Peebles (89), Amerikaans acteur en filmmaker[15]
- 2022 - Jan van Barneveld (86), Nederlands christelijk schrijver en spreker
- 2022 - Andrea Bodó (88), Hongaars turnster
- 2022 - François Corteggiani (69), Frans stripauteur
- 2022 - Bernhardt Edskes (81), Nederlands-Zwitsers organist, orgelbouwer en orgeldeskundige
- 2022 - Russell Weir (71), Brits golfer
- 2023 - Robert W. Smith (64), Amerikaans componist
- 2024 - Benny Golson (95), Amerikaans jazzsaxofonist en componist

## Viering/herdenking

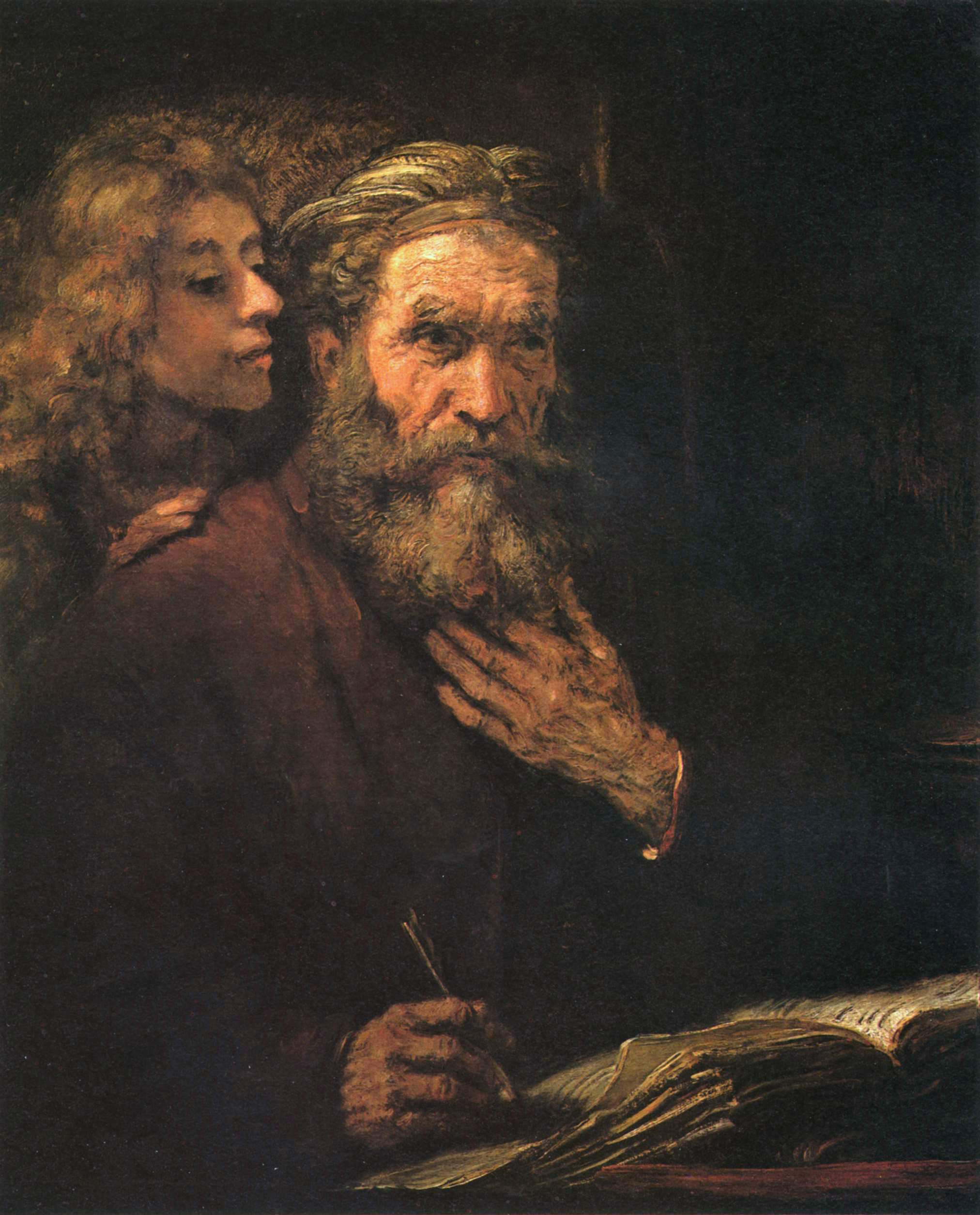
Matteüs

- Armenië Onafhankelijkheidsdag 1991
- Onafhankelijkheid Malta in 1964 van het Verenigd Koninkrijk
- Onafhankelijkheidsdag in Belize
- Internationale Dag van de Vrede, sinds 2001, uitgeroepen door de Verenigde Naties
- Rooms-Katholieke Kerk kalender:
  - Heilige Matteüs († 1e eeuw), evangelist, Patr. v.d. belastingontvangers en douaniers - Feest
  - Heilige Ifigenia († 1e eeuw)
  - Heilige Gerolf van Merendree († c. 750)
  - Heilige Jona (profeet) († 8e eeuw v.Chr.)
- Wereld Alzheimer Dag (Wereldgezondheidsorganisatie)[16]

## Weerextremen

### Nederland
| | Officiële records | Officiële records | Officiële records |      | Landelijke records | Landelijke records | Landelijke records        |
| Gebeurtenis | Jaar              | Extreem           | Locatie           | Jaar | Extreem            | Locatie            |                           |
| --- | ----------------- | ----------------- | ----------------- | ---- | ------------------ | ------------------ | ------------------------- |
| Laagste etmaalgemiddelde temperatuur (°C) | 1912, 1919        | 9,0               | De Bilt           |      | 1919               | 7,4                | Maastricht                |
| Hoogste etmaalgemiddelde temperatuur (°C) | 1987              | 19,6              | De Bilt           |      | 1987               | 21,8               | Maastricht                |
| Laagste minimumtemperatuur (°C) | 1928              | 2,0               | De Bilt           |      | 1915               | 0,1                | Eelde                     |
| Hoogste minimumtemperatuur (°C) | 1980              | 16,2              | De Bilt           |      | 1980               | 17,9               | Eindhoven                 |
| Laagste maximumtemperatuur (°C) | 1967              | 13,1              | De Bilt           |      | 1996               | 10,9               | Hupsel                    |
| Hoogste maximumtemperatuur (°C) | 1989, 2020        | 25,3              | De Bilt           |      | 2003               | 29,1               | Maastricht                |
| Hoogste uurgemiddelde windsnelheid (m/s) | 1946              | 16,5              | De Bilt           |      | 1973, 1990         | 23,1               | IJmuiden                  |
| Hoogste windstoot (m/s) | 1952              | 21,1              | De Bilt           |      | 2018               | 37,0               | Schaar                    |
| Langste zonneschijnduur (uur) | 1903              | 12,3              | De Bilt           |      | 1903               | 12,3               | De Bilt                   |
| Langste neerslagduur (uur) | 2023              | 12,5              | De Bilt           |      | 1960               | 17,5               | Vlissingen                |
| Hoogste etmaalsom van de neerslag (mm) | 1930              | 24,0              | De Bilt           |      | 2023               | 33,8               | Wilhelminadorp            |
| Laagste etmaalgemiddelde relatieve vochtigheid (%) | 2019              | 56                | De Bilt           |      | 2019               | 41                 | Eindhoven                 |
| Laagste uurwaarde luchtdruk op zeeniveau (hPa) | 1990              | 990,7             | De Bilt           |      | 1990               | 985,3              | Eelde                     |
| Hoogste uurwaarde luchtdruk op zeeniveau (hPa) | 1998              | 1035,6            | De Bilt           |      | 1998               | 1036,8             | Eelde, Hoorn Terschelling |
| Officiële records worden altijd gemeten op het KNMI-weerstation in De Bilt. Landelijke records kunnen worden gemeten op elk officieel KNMI-weerstation in Nederland. |                   |                   |                   |      |                    |                    |                           |

Uitzonderlijke gebeurtenissen
- 2018 - Landelijk maandrecord hoogste windstoot in m/s van september gemeten in Schaar: 37,0. Samen met 28 september 1975
- 2020 - Laatste officiële zomerse dag van het jaar (maximumtemperatuur ≥ 25 °C in De Bilt)
- 2023 - Officieel langste neerslagduur in uren van september dit jaar gemeten in De Bilt: 12,5
- 2023 - Landelijk langste neerslagduur in uren van september dit jaar gemeten in Wilhelminadorp: 13,9
- 2023 - Officieel laagste uurwaarde luchtdruk op zeeniveau in hPa van september dit jaar gemeten in De Bilt: 995,4
- 2023 - Landelijk laagste uurwaarde luchtdruk op zeeniveau in hPa van september dit jaar gemeten in Vlieland: 994,6

### België
Dagrecords
- 1919 en 1904 - Laagste etmaalgemiddelde temperatuur 8,1 °C
- 1987 - Hoogste etmaalgemiddelde temperatuur 21,7 °C
- 1904 - Laagste minimumtemperatuur 2,3 °C
- 2003 - Hoogste maximumtemperatuur 28 °C
- 1924 - Hoogste etmaalsom van de neerslag 30,1 mm

Uitzonderlijke gebeurtenissen
- 1940 - 56 mm neerslag in Chiny.
- 1940 - Tornado in Awagne (Dinant) met schade.
- 1946 - Windstoot tot 118 km/h geregistreerd in Ukkel en er is veel windschade in het Waasland.
- 2008 - Minimumtemperatuur van –0,2 °C in Neidingen (Sankt Vith) en –1,6 °C in Elsenborn (Bütgenbach).

<< · 1 · 2 · 3 · 4 · 5 · 6 · 7 · 8 · 9 · 10 · 11 · 12 · 13 · 14 · 15 · 16 · 17 · 18 · 19 · 20 · 21 · 22 · 23 · 24 · 25 · 26 · 27 · 28 · 29 · 30 · >>